# Helligbjerg
Helligbjerg är en kulle i Danmark.   Den ligger utanför Auning i Norddjurs kommun i Region Mittjylland, i den centrala delen av landet, 160 km nordväst om Köpenhamn. Toppen på Helligbjerg är 79 meter över havet. Närmaste större samhälle är Randers, 18 km väster om Helligbjerg. Trakten runt Helligbjerg består till största delen av jordbruksmark.